# Sachiko Kokubu
Sachiko Kokubu (国分 佐智子 Kokubu Sachiko?) (n. 5 decembrie 1976, Tokyo) este o actriță japoneză și fotomodel. Ea a jucat în mai multe seriale TV și filme. A deținut rolul principal în filmul de groază din anul 2004 Tokyo Psycho.